# Marian Arahuetes
Marian Arahuetes Castaño, née à Madrid le 4 mars 1987, est une actrice espagnole. Elle est connue pour ses rôles d'Isabel Beneito dans la série Grand Hôtel, de Pilar dans la série Amar es para siempre et de Sor Adela dans Acacias 38 (es).

## Biographie
Marian Arahuetes naît à Madrid le 4 mars 1987. Dès son enfance, elle est passionnée par la comédie,.

### Carrière
Marian poursuit ses études d'art dramatique en divers lieu à Madrid : la Compañía Nacional Teatro Clásico, le Taller Jóvenes Actores du théâtre La Abadía, la Central de Cine et la Real Escuela Superior de Arte Dramático (R.E.S.A.D.), avec en particulier des cours d'escrime, de combat sur scène et de technique vocale.
Elle fait sa première apparition sur les écrans en 2006, dans un court-métrage d'Eidvind Holmboe, Diente por ojo, où elle interprète Mina. En 2009 elle joue le rôle d'Orpah (en) dans le film Mujeres de la Biblia, la historia de Ruth réalisé par Denise M. Goodwin. La même année, elle est élue pour représenter la R.E.S.A.D. à la rencontre Encuentro Digital de Escuelas de teatro, au Teatro Libre de Bogotá.
En 2012, elle joue le rôle de Sor Beatriz dans un épisode de la série Bandolera.
Peu après, elle tient le rôle d'Isabel Beneito dans Grand Hôtel. Ensuite, c'est celui de Pilar Lloveras dans Amar es para siempre (2013-2014),.
En 2017 elle incarne Suzette dans Le Réseau de la liberté de Pablo Moreno, et dans la même année, elle s'intègre dans l'équipe d'Acacias 38 où elle joue Adela jusqu'en 2018, à la mort de son personnage,.
Elle incarne la protagoniste Ana dans sa jeunesse, dans Petra de San José en 2022, et recommence avec Pablo Moreno dans La sirvienta en 2023 et dans Pastoris en 2024.

## Filmographie

### Cinéma
- 2006 : Diente por ojo d'Eidvind Holmboe : Mina
- 2009 : Mujeres de la Biblia, la historia de Ruth de Denise M. Goodwin : Orpah
- 2013 : V de Virginia de Máster Globomedia : Virginia
- 2015 : Constelación urbana de Luis Galán : Lina
- 2016 : Le Ve par elle-même: Elle-même
- 2017 : Le Réseau de la liberté (Red de libertad) de Pablo Moreno : Suzette
- 2021 : Petra de San José de Pablo Moreno : Ana / Petra de San José
- 2023 : La sirvienta de Pablo Moreno
- 2024 : Pastoris de Pablo Moreno : Justa

### Télévision
- 2011 : 14 de abril. La República (es) série télévisée de Jordi Frades
- 2012 : Bandolera série télévisée (Antena 3), épisode 1.279 : Sor Beatriz
- 2012-2013 : Grand Hôtel (Gran Hotel), série télévisée, épisodes 2,1-8 et 3,1-2 : Isabel Beneito
- 2013 : Cosas de sofá, court métrage de Javier López, Beatriz Luján Méndez, Tomás Pallín Pérez de Uribe et Daniela Tena : Candela
- 2013 : Gran Reserva: El origen (es), série télévisée, épisodes 1,39.46.50 : Lourdes
- 2013-2014 : Amar es para siempre, série télévisée, 254 épisodes : Pilar Lloveras
- 2016 : La que se avecina, série télévisée, épisode 9,8 : colocataire
- 2017 : Seis hermanas, série télévisée, 16 épisodes : Catalina
- 2017-2018 : Acacias 38, série télévisée, 163 épisodes : Sor Adela

## Théâtre
- 2006 : El rey loco, dans le rôle d'Henriette, sous la direction d'Ernesto Caballero et Lourdes Ortiz, au XII Ciclo SGAE de lectures dramatisées
- 2008 : Juego de masacre d'Eugène Ionesco, sous la direction de Jesús Salgado, dans la compagnie Teatro el duende
- 2014 : Liturgia de un asesinato, dans le rôle d'Alexia, sous la direction d'Antonio Castri Guijosa et Verónica Fernández

## Récompenses
- En 2009, prix Actriz revelación, pour son rôle d'Henriette dans Sabiondas de Molière au 10e Concours de Théâtre classique La vida es sueño de Moratalaz (Madrid)
- En mars-avril 2022, prix de la Meilleure distribution (Best Ensemble Cast) au concours bimensuel Only The Best International Film Awards pour Constelación Urbana, partagé avec : Maarten Dannenberg, Anna Hastings, Celia Pérez, Óscar Ramón et Natalia Varela[10]
- En février 2023, prix de la Meilleure distribution (Best Ensemble Cast) aux concours World Indie Film Awards pour Constelación Urbana, partagé avec : Celia Pérez, Anna Hastings, Maarten Dannenberg, Natalia Varela et Óscar Ramón[10]